# Дородовая помощь

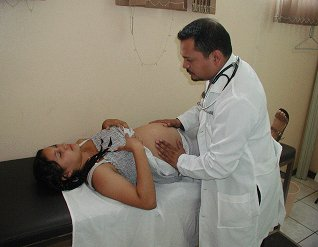
Врач проводит пренатальное обследование.

Дородовая помощь — один из видов профилактической медицины. Она состоит из медицинских осмотров, рекомендаций по ведению здорового образа жизни и предоставлению информации о изменениях в организме матери во время беременности, пренатальное питание, включая пренатальные витамины, что предотвращает потенциальные проблемы со здоровьем на протяжении всей беременности и способствует укреплению здоровья матери и ребёнка. Доступность обычной дородовой помощи, включая пренатальный скрининг и диагностику, сыграла роль в снижении частоты материнской смертности, выкидышей, врожденных пороков, низкого веса при рождении, неонатальных инфекций и других предотвращаемых проблем со здоровьем.

## Консультации во время беременности
ВОЗ рекомендует всем беременным женщинам пройти не менее восьми визитов (консультаций) во время беременности для выявления и лечения проблем и проведения иммунизации. Женщины, у которых было меньше визитов, не были так удовлетворены полученным уходом по сравнению с женщинами, у которых было стандартное количество визитов.

### Групповые
Групповые дородовые помощь имеют несколько преимуществ: меньшая стоимость и больше часов в сравнении индивидуальной помощью. Были проведены лишь небольшие исследования, посвященные групповой помощи, и небыли найдены различия между тем, как развивалась беременность после групповой или индивидуальной помощи.